# Županija Norrbotten
Norrbotten (šved. Norrbottens län) najsjevernija je i prostorno najveća 
švedska županija. Njezin teritorij ulazi u sastav dvije pokrajine: dvije trećine su u pokrajini Lappland, a ostatak u pokrajini Norrbotten. Južnim dijelom graniči sa Županijom Västerbotten. 
Obuhvaća 98 911 četvornih kilometara površine, što je 24,1 postotaka ukupnog ozemlja Švedske.
Utemeljena je 1810. godine.

## Općine
| U Norrbottenu: 65°41′N 21°01′E / 65.683°N 21.017°E Općina Älvsbyn (8,500) 65°50′N 21°43′E / 65.833°N 21.717°E Boden (28,000) 65°50′N 24°08′E / 65.833°N 24.133°E Haparanda (10,000) 65°51′N 23°10′E / 65.850°N 23.167°E Kalix (17,500) 65°35′N 22°09′E / 65.583°N 22.150°E Luleå (75,500) | 66°21′N 22°53′E / 66.350°N 22.883°E Överkalix (4 000) 66°23′N 23°40′E / 66.383°N 23.667°E Övertorneå (5,500) 67°11′N 23°22′E / 67.183°N 23.367°E Pajala (7 000) 65°20′N 21°30′E / 65.333°N 21.500°E Piteå (40,500) U Lapplandu 66°02′N 17°57′E / 66.033°N 17.950°E Arjeplog (3,200) | 65°35′N 19°07′E / 65.583°N 19.117°E Arvidsjaur (7,000) 67°07′N 20°45′E / 67.117°N 20.750°E Gällivare (19,500) 66°37′N 19°50′E / 66.617°N 19.833°E Jokkmokk (5,500) 67°51′N 20°13′E / 67.850°N 20.217°E Kiruna (23,500) |